# Robert Fulford (journaliste)
Pour les articles homonymes, voir Fulford et Robert Fulford.
Robert Fulford, né le  13 février 1932 à Ottawa (Ontario) et mort le 15 octobre 2024 à Toronto (Ontario), est un journaliste et un essayiste canadien. 

## Biographie
Robert Marshall Blount Fulford commence sa carrière dans le journalisme lors de l'été 1950, lorsqu'il quitte l'école secondaire pour aller travailler en tant que chroniqueur sportif pour le quotidien The Globe and Mail. Il gravit ensuite les échelons et collabore avec le Toronto Star en 1959-1962, 1964-1968 et 1971-1987.
De 1968 à 1987, Fulford est l'éditeur de Saturday Night. Pendant les années 1990, il passe à Financial Times of Canada, The Globe and Mail et au National Post. Animateur à TVOntario pour l'émission Realities, il présente les conférences Massey en 1999. Il reçoit l'Ordre du Canada en 1984.
Les écrits de Fulford sont habituellement proches du centre ou de la droite. Favorable à l'invasion américaine de l'Irak en 2003, il critique parfois le Parti libéral du Canada et défend le droit à la légitime défense d'Israël[réf. nécessaire].
Connu pour sa critique artistique, il a beaucoup écrit à propos du groupe des onze et ses membres, en particulier de William Ronald, Tom Hodgson et Harold Town. L'artiste saskatchewanaise Mashel Teitelbaum a aussi retenu son attention. De manière générale, les opinions de Fulford retiennent l'attention de la presse et du public canadien.

## Publications (sélection)
- The Triumph of Narrative: Storytelling in the Age of Mass Culture - 1999
- Toronto Discovered - 1998
- Accidental City: The Transformation of Toronto - 1995
- Best Seat in the House: Memoirs of a Lucky Man - 1988
- Canada: A Celebration - 1983
- An Introduction to the Arts in Canada - 1977
- Marshall Delaney at the Movies - 1974
- Harold Town Drawings - 1968
- Crisis at the Victory Burlesk: Culture, Politics & Other *Diversions - 1968
- This Was Expo - 1968